# Onggi

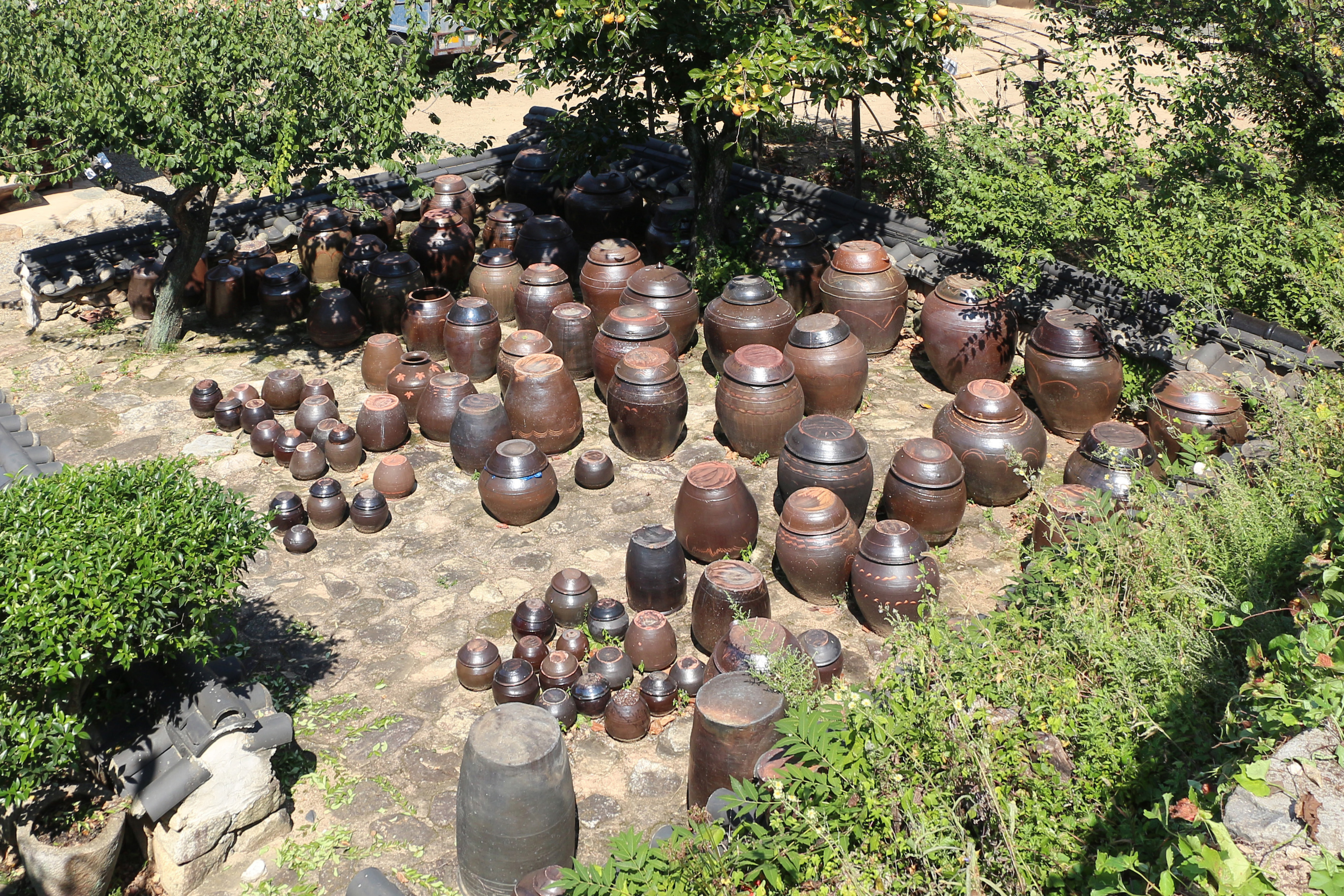
Exemples de onggi

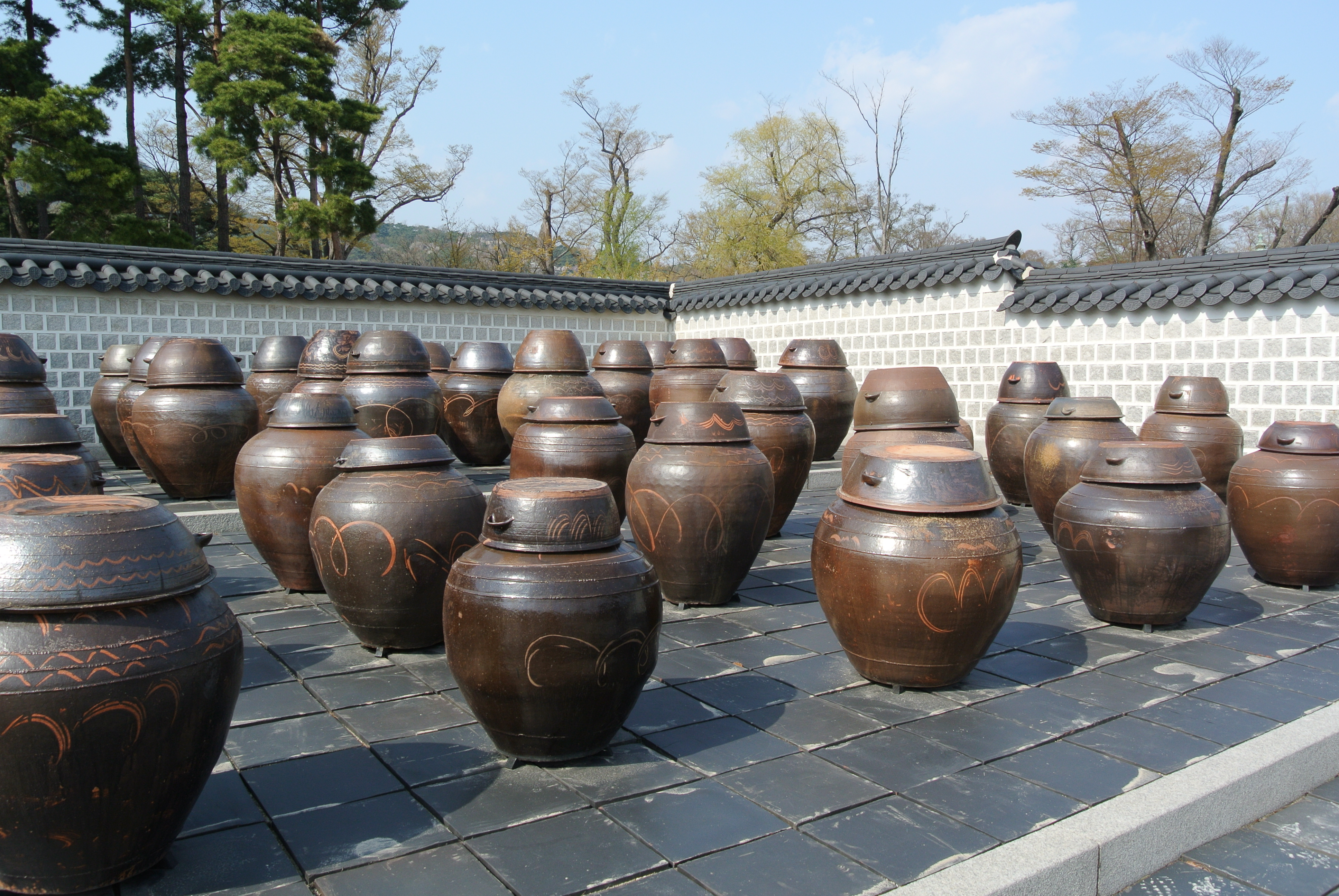
Onggi stockés à l'extérieur dans un espace nommé Jangdokdae au palais de Gyeongbok à Séoul

Les onggi sont des terres cuites d'origine coréenne, largement utilisées comme vaisselle ainsi que récipients de conservation alimentaire en Corée. Elles sont constituées à la fois de céramiques non émaillées cuites à près de 600 ~ 700 °C et de grès couvertes d'une glaçure brun foncé, cuites à plus de 1 100 °C.
L'origine des onggi remonte approximativement à environ 4000 à 5000 av. J.-C.. Il y a deux types de terre cuite : une sans motif appelée céramique Mumun et une en noir et rouge. La première, terre cuite sans motif, est faite avec de morceaux d'argile comprenant beaucoup de sable fin; cependant, le prédécesseur du céladon de Goryeo et de la porcelaine blanche de la période Joseon, terre cuite en noir et rouge, est réalisé uniquement avec des morceaux d'argile. La couleur de la terre cuite est déterminée par le fer contenu dans la boue et la façon de cuire la poterie. La forme actuelle des onggi date de la période Joseon. Il existe de nombreuses mentions des onggi dans le Sejong Sillok Jiriji (세종실록지리지, « Traité de géographie du roi Sejong ») : « Il y a trois fours qui produisent du onggi jaune à Chogye-gun et Jinju-mok, dans la province de Gyeongsang » (Lee and Jeong, 16).

## Usages
Par rapport à la porcelaine, les onggi possèdent une structure micro-poreuse et ont la particularité d'aider à la fermentation des aliments coréens tels que le gochujang (pâte de piment), le doenjang (pâte de soja) et la sauce de soja. Les onggi avec une porosité et une perméabilité appropriées doivent être utilisés afin de produire un niveau d'affinement optimal dans les produits alimentaires fermentés. Les récipients onggi les plus délicats sont, en fait, adaptés à de nombreux types de produits fermentés. Les jarres sont stockées à l'extérieur des maisons traditionnelles dans un espace nommé Jangdokdae.
Depuis toujours la Corée est renommée pour les aliments fermentés. Dans l'ancienne historiographie chinoise, en particulier dans le chapitre consacré aux Dongyi (烏丸鮮卑東夷傳) des Actes de Wei (魏志), qui fait partie des Chroniques des Trois Royaumes (三國志), se trouve cette remarque : « Les habitants de Koguryŏ ont pour coutume de préparer des aliments fermentés » (Lee and Jeong, 100). L'abondance du soja, qui pousse naturellement en Corée, les ressources de la pêche fraiche de la mer autour de la péninsule Coréenne et un climat propice au développement des micro-organismes, tous facteurs qui rendent compte de l'importance de la fermentation comme mode de transformation des aliments. Cependant, les onggi contribuent également à l'élaboration de plats fermentés dans la cuisine coréenne.

## Caractéristiques

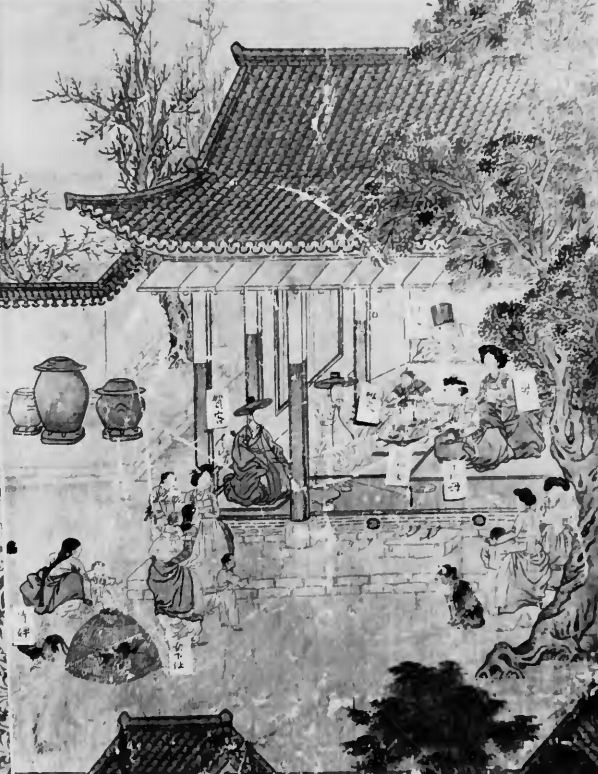
Plus ancienne représentation connue de céramique onggi datant de 1781, dans une scène du panneau de la Biographie illustrée de Hong Yi-san, exposé au musée national de Corée

L'apparence des onggi, réalisés par des groupes spécialisés d'ouvriers appelés onggijang (옹기 장), est influencée par les caractéristiques et le climat des régions où ils sont fabriqués. Il existe par conséquent des formes et des tailles de onggi et des méthodes de fabrication qui varient d'une région à l'autre (Jeong, 138). Néanmoins, tous les types de onggi partagent certaines propriétés qui sont la biodégradabilité, la porosité et l’imputrescibilité ainsi que la fermeté ou « vertébration » (Jeong, 132).

### Décomposition, nature biodégradable desonggi
Quand un onggi est ébréché ou cassé en morceaux, il se décompose dans la terre. C'est pourquoi il est difficile de trouver de vieux tessons de onggi.

### Porosité
Tandis qu'il cuit les onggi, le maître des onggijang en glace la surface. Ce glacis joue un rôle clé dans le processus qui donne une surface imperméable à l'eau et en empêche les fuites. Faisant suite, de nombreuses particules de sable sont incluses dans le corps de l'argile permettant ainsi le passage de l'air. De cette façon, l'air peut traverser les parois des onggi tandis que l'eau ne le peut pas. Les Coréens appellent cette action « reprise de souffle des onggi ». C'est l'une des raisons les plus importantes qui expliquent l'utilisation des onggi dans la fabrication des aliments fermentés en Corée.

### Imputrescibilité
Le carbone et la fumée qui apparaissent lors de la cuisson du bois comme combustible dans les fours, adhèrent à toute la surface des onggi, ce qui en fait un matériau imputrescible pour les aliments. Cette caractéristique est aussi un effet de la glaçure qui empêche également la décomposition des aliments qu'ils contiennent.

### Résistance
Les onggi disposent d'un fort avantage sur les autres récipients : ils ne sont pas affectés par l'usage ou les phénomènes naturels. En fait, les onggi peuvent résister à une exposition à un fort ensoleillement ainsi qu'à la pluie pendant une longue période.

## Fabrication
L'onggi est fait d'argile qui contient un pourcentage élevé de fer. L'argile est d'abord extraite du sol d'une profondeur de 1 m ou plus puis placée dans un grand bac rempli d'eau et débarrassée de ses impuretés telles que cailloux, pierres, morceaux de racines etc. Puis, par lévigation, est filtrée dans un grand bassin à travers un tamis grossier et placée dans un bol de terre cuite poreuse pour sécher et être malléable. Lorsque l'argile est prête, elle est roulée et battue avec un maillet en bois pour la compacter et la rendre plus facile à travailler. Quand la matière est prête à être travaillée et mise en forme, elle est placée sur un tour coréen traditionnel. Un gros morceau est d'abord saupoudré de poudre d'argile et positionné sur le centre du tour, puis frappé avec une palette de bois à plan incliné. Un grand rouleau deux fois plus long que la circonférence de l'argile est ensuite aplati sur le pourtour du disque d'argile, le ruban plat qui est formé est inversé et pincé de la main sur le disque de l'argile ; un plus petit rouleau d'argile est ensuite pressé à l'intérieur du cylindre peu profond à présent formé. Puis, au moyen de coups et de pincements, le futur récipient est formé avec une palette et une enclume jusqu'à ce qu'il atteigne le point à mi-chemin de sa forme définitive. L'argile est laissée à sécher lentement ou de force avec des braises de charbon de bois ou un chalumeau à grande tête. Elle est encore une fois séchée au soleil dans un bol et humidifiée, puis une fois une fois encore séchée. Les cendres sont remuées et mélangées et l'argile contient beaucoup de fer ce qui permet de peindre un glacis sur l'onggi. Le glacis humide est appliqué sur l'objet tandis que sont peints des motifs à sa surface. Un passage au four constitue la dernière étape de fabrication d'un onggi.

## Source de la traduction
- (en) Cet article est partiellement ou en totalité issu de l’article de Wikipédia en anglais intitulé « Onggi » (voir la liste des auteurs).